# Chloroleucon mangense
Espèce
Synonymes
- Acacia micrantha Desv.[1]
- Acacia parvifolia (Sw.) Willd.[1]
- Albizia marthae Britton & Killip[1]
- Albizzia marthae Britton & Killip[1]
- Cathormion mangense (Jacq.) Dugand[1]
- Cathormium mangense (Jacq.) Dugand[1]
- Chloroleucon mangense var. mangense[1]
- Enterolobium mangense (Jacq.) Fawc. & Rendle[1]
- Feuilleea mangensis (Jacq.) Kuntze[1]
- Inga marthae DC.[1]
- Mimosa antillarum Poir.[1]
- Mimosa mangensis Jacq.[1]
- Mimosa parvifolia Sw.[1]
- Pithecellobium mangense (Jacq.) J.F.Macbr.[1]
- Pithecellobium parvifolium (Sw.) Benth.[1]

Statut de conservation UICN

 LC  : Préoccupation mineure
Chloroleucon mangense est une espèce de plantes à fleurs de la famille des Fabaceae trouvée en Amérique.

## Liste des variétés
Selon Catalogue of Life (9 avril 2019) et Tropicos (9 avril 2019) :
- variété Chloroleucon mangense var. lentiscifolium (A. Rich.) Barneby & J.W. Grimes
- variété Chloroleucon mangense var. leucospermum (Brandegee) Barneby & J.W. Grimes
- variété Chloroleucon mangense var. mangense
- variété Chloroleucon mangense var. mathewsii (Benth.) Barneby & J.W. Grimes
- variété Chloroleucon mangense var. tetrazyx Barneby & J.W. Grimes
- variété Chloroleucon mangense var. vincentis (Benth.) Barneby & J.W. Grimes

Selon NCBI (9 avril 2019) :
- variété Chloroleucon mangense var. lentiscifolium (A.Rich.) Barneby & J.W.Grimes
- variété Chloroleucon mangense var. leucospermum (Brandegee) Barneby & J.W.Grimes
- variété Chloroleucon mangense var. mangense

Selon The Plant List (9 avril 2019) :
- variété Chloroleucon mangense var. lentiscifolium (A.Rich.) Barneby & J.W.Grimes
- variété Chloroleucon mangense var. leucospermum (Brandegee) Barneby & J.W.Grime
- variété Chloroleucon mangense var. mathewsii (Benth.) Barneby & J.W.Grimes
- variété Chloroleucon mangense var. vincentis (Benth.) Barneby & J.W.Grimes

## Publication originale
- North American Flora 23(1): 38. 1928.